# Graduato capo

Distintivo per controspallina di graduato capo dell’Esercito Italiano.

Quello di graduato capo è il terzo grado della categoria dei graduati dell'Esercito Italiano. La sigla abbreviativa identificativa del grado è  Grd. ca.
Esso fu istituito nel 1995 col nome di caporal maggiore capo (decreto legislativo 12 maggio 1995, n.196 «Attuazione dell'art. 3 della legge 6 marzo 1992, n. 216, in materia di riordino dei ruoli, modifica alle norme di reclutamento, stato ed avanzamento del personale non direttivo delle Forze armate»). 
Superiore al graduato scelto e subalterno al primo graduato, l’attuale denominazione di graduato capo è stata introdotta con la legge 5 agosto 2022, n. 119, entrata in vigore il 28 agosto successivo.

## Descrizione
Al rango di graduato capo può accedere il graduato scelto che abbia compiuto 5 anni di anzianità nel grado. Esso è equivalente ai gradi ricompresi nel codice NATO OR-4.
Il distintivo del graduato capo è costituito da un gallone rosso con semicerchio e due galloncini rossi con due filetti neri su un quadrato nero di 6,2 × 4,6 mm.

## Corrispondenze
| Anni di servizio                                                          | Esercito Italiano                                                   | Marina Militare                                                          | Aeronautica Militare                                            | Carabinieri                         |
| ------------------------------------------------------------------------- | ------------------------------------------------------------------- | ------------------------------------------------------------------------ | --------------------------------------------------------------- | ----------------------------------- |
| Alla nomina                                                               | Graduato (Primo caporal maggiore)                                   | Sottocapo di terza classe                                                | Aviere capo                                                     | Carabiniere                         |
| Dopo 1 anno nel grado precedente (per i carabinieri dopo 4 anni e 6 mesi) | Graduato scelto (Caporal maggiore scelto)                           | Sottocapo di seconda classe                                              | Primo aviere scelto                                             | Carabiniere scelto                  |
| Dopo 5 anni nel grado precedente                                          | Graduato capo (Caporal maggiore capo)                               | Sottocapo di prima classe                                                | Primo aviere capo                                               | Appuntato                           |
| Dopo 4 anni nel grado precedente                                          | Primo graduato (Caporal maggiore capo scelto)                       | Sottocapo scelto (Sottocapo di prima classe scelto)                      | Primo graduato (Primo aviere capo scelto)                       | Appuntato scelto                    |
| Dopo 5 anni nel grado precedente                                          | Graduato aiutante (Caporal maggiore capo scelto qualifica speciale) | Sottocapo aiutante (Sottocapo di prima classe scelto qualifica speciale) | Graduato aiutante (Primo aviere capo scelto qualifica speciale) | Appuntato scelto qualifica speciale |

### Riferimenti normativi
- Decreto legislativo 15 marzo 2010, n. 66, in materia di "Codice dell'ordinamento militare" aggiornato.
- Decreto del presidente della Repubblica 15 marzo 2010, n. 90, in materia di "Testo unico delle disposizioni regolamentari in materia di ordinamento militare" aggiornato.
- NATO, APersP-01. NATO Codes for Grades of Military Personnel. Edition A, Version 3 [APersP-01. Codici per i gradi del personale militare della NATO, edizione A, versione 3], in STANAG 2116, Bruxelles, NATO Standardization Office, 16 giugno 2022.

### Testi
- Riccardo Busetto, Il dizionario militare: dizionario enciclopedico del lessico militare, Bologna, Zanichelli, 2004, ISBN 978-88-08-08937-3.